# Philip José Farmer
Philip José Farmer, född 26 januari 1918 i Terre Haute, Indiana, död 25 februari 2009 i Peoria, Illinois, var en amerikansk science fiction- och fantasy-författare. 
Farmer var mest känd för sina tidiga bokserier: World of Tiers och Riverworld. Han blandade ofta in redan kända fiktiva och verkliga personer, som till exempel Tarzan, Sherlock Holmes, Mark Twain och Hermann Göring i sina böcker. 
Farmer avled den 25 februari 2009, enligt hans egen hemsida.